# Hans-Heinrich Barschkis
Hans-Heinrich Barschkis (8 de Abril de 1920 - † 29 de Junho de 1998) foi um comandante de U-Boot que serviu na Kriegsmarine durante a Segunda Guerra Mundial.